# تتمة

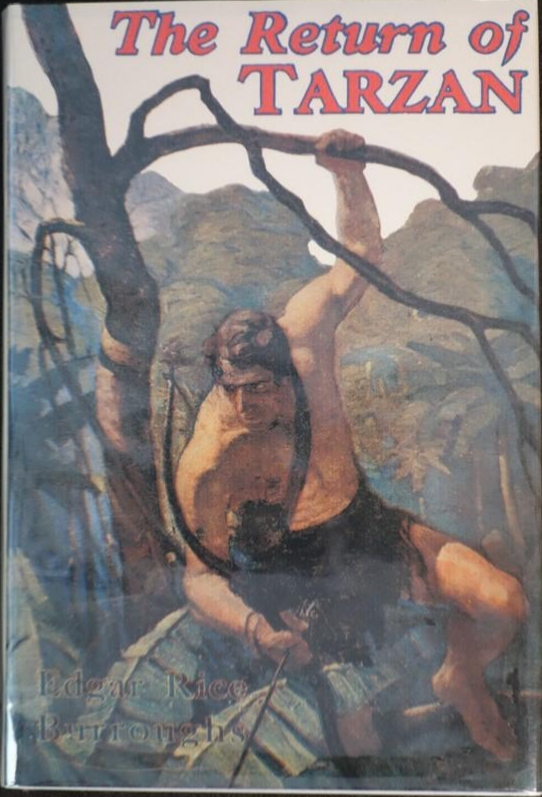

تتمة (بالإنجليزية: Sequel)‏، عمل سردي أو وثائقي أو غيرها من الأعمال الأدبية أو السينمائية، أو موسيقية، الذي يُكمل القصة أو يتوسع في القضايا المعروضة في عمل سابق. بشكل عام في القصص الخيالية، سيكول تكون في نفس العالم الخيالي للعمل السابق، وعادة ما تأتي بعدة في التسلسل الزمني.